# Święta last minute
Święta last minute (ang. Christmas with the Kranks) – amerykańska komedia filmowa z 2004 roku, powstała na podstawie powieści Johna Grishama Ominąć święta.

## Opis fabuły
Luther (Tim Allen) i Nora (Jamie Lee Curtis) Krankowie, na wieść o tym, że ich córka Blair wstąpiła do Korpusu Pokoju i nie spędzi z nimi Bożego Narodzenia, postanawiają pojechać w tym czasie na Karaiby. Dzień przed podróżą dziewczyna informuje rodziców, że jednak przyjedzie do nich, w dodatku z narzeczonym. Rozpoczyna się szaleństwo świątecznych przygotowań.

## Główne role
- Tim Allen – Luther Krank
- Cheech Marin – Oficer Salino
- Dan Aykroyd – Vic Frohmeyer
- Elizabeth Franz – Bev Scheel
- Erik Per Sullivan – Spike Frohmeyer
- Jake Busey – Oficer Treen
- Jamie Lee Curtis – Nora Krank
- M. Emmet Walsh – Walt Scheel